# Лісне (Голованівський район)
Лісне (до 18 лютого 2016 — Іллічівка) —  селище в Україні, у Перегонівській сільській громаді Голованівського району Кіровоградської області. Населення становить 193 осіб.

## Населення
Згідно з переписом УРСР 1989 року чисельність наявного населення селища становила 227 осіб, з яких 103 чоловіки та 124 жінки.
За переписом населення України 2001 року в селищі мешкало 219 осіб.

### Мова
Розподіл населення за рідною мовою за даними перепису 2001 року:
| Мова       | Відсоток |
| ---------- | -------- |
| українська | 99,54 %  |
| російська  | 0,46 %   |